# Marcelo Baron Polanczyk
Marcelo Baron Polanczyk (Rio Grande do Sul, 19 januari 1974) is een voormalig Braziliaans voetballer.

## Carrière
Baron speelde tussen 1990 en 2007 voor verschillende clubs, in Brazilië en Japan.